# Distretto di Chavín
Il distretto di Chavín è uno degli undici distretti della provincia di Chincha, in Perù. Si trova nella regione di Ica e si estende su una superficie di 426.17 chilometri quadrati.